# Malene Kejlstrup Sørensen
Malene Kejlstrup Sørensen, née le 6 juin 2002 à Randers, est une coureuse cycliste danoise, pratiquant le BMX.

## Carrière
Malene Kejlstrup Sørensen découvre le BMX à son père Mikael, qui occupait un poste de direction au sein du club de BMX de Randers. Dans les catégories de jeune, elle remporte sept titres de championne du Danemark de BMX, dont deux chez les juniors (17/18 ans) en 2019 et 2020. Elle remporte également le titre chez les élites en 2021, alors qu'elle n'a que 19 ans.
En 2022, elle court principalement dans la catégorie espoirs (moins de 23 ans), qui est pleinement introduite dans les courses de BMX cette année-là. Elle domine sa catégorie en remportant les championnats danois, les championnats d'Europe et devient finalement la première championne du monde de l'histoire des moins de 23 ans lors des mondiaux de Nantes. Aux championnats danois, elle a battu Dorte Balle, qui est néanmoins considérée comme la championne d'élite en raison des classements séparés,. Vers la fin de la saison, Kejlstrup est victime d'un grave accident d'entraînement dans lequel elle se casse les deux coudes. À la fin de l'année, elle reçoit l'Årets Fund au Danemark pour récompenser sa saison.
En 2023, elle revient plus forte en remportant les championnats danois d'élite, puis en terminant vice-championne d'Europe et en gagnant quatre courses ainsi que le classement général de la Coupe d'Europe. Lors de la Coupe du monde de BMX, elle atteint la finale pour la première fois à Papendal.

## Palmarès en BMX
indoor
international de Tours 2025: victoire

### Championnats du monde
- Nantes 2022
  -  Championne du monde de BMX espoirs

### Coupe du monde
- 2022 (espoirs) : 7e du classement général, vainqueur d'une manche
- 2023 : 18e du classement général
- 2024 : 14e du classement général

### Championnats d'Europe
- Dessel 2022
  -  Championne d'Europe de BMX espoirs
- Besançon 2023
  -  Médaillée d'argent du BMX

### Coupe d'Europe
- 2022 : vainqueur de deux manches
- 2023 : 1re du classement général, vainqueur de quatre manches
- 2024 : 5e du classement général, vainqueur de trois manches

### Championnats du Danemark
- 2019
  -  Championne du Danemark de BMX juniors
- 2020
  -  Championne du Danemark de BMX juniors
- 2021
  -  Championne du Danemark de BMX
- 2022
  -  Championne du Danemark de BMX espoirs
- 2023
  -  Championne du Danemark de BMX
- 2024
  -  Championne du Danemark de BMX